# Districte de la Borsa de Diamants
El Districte de la Borsa de Diamants (en hebreu: בורסת היהלומים הישראלית) és un barri de la ciutat israeliana de Ramat Gan. Està situat a la vora de l'Autovia Ayalon, que separa a Ramat Gan de Tel-Aviv. El districte està situat en el cor de la indústria del diamant israelià, així com en el major centre de negocis del país. L'edifici de la Borsa de Diamants està format per quatre edificis units per ponts: la Torre Maccabi, la Torre Shimshon, la Torre Noam, i la Torre Diamant, que constitueixen el mercat més gran d'intercanvi de diamants del món, el centre de la Borsa de Diamants. En el mateix districte podem trobar diversos edificis d'importància. La Torre Moshe Aviv és l'edifici més alt d'Israel amb els seus 244 metres d'altura. Davant, la Torre Elite està encara en construcció, s'espera que sigui igual o superior en alçada. El Leonardo City Tower és un dels hotels que es troben en el districte, mentre que els altres edificis destacables són la Torre Ayalon y i la casa d'esports de Gibor.